# Ахмед Фарас
Ахмед Фарас (араб. أحمد فرس, нар. 7 грудня 1946, Мохаммедія — 16 липня 2025) — марокканський футболіст, що грав на позиції нападника.
Один із найкращих футболістів в історії збірної Марокко. Переможець Кубка африканських націй 1976 року. Учасник Чемпіонату світу 1970 року. Він був названий африканським футболістом року в 1975 році і провів всю свою ігрову кар'єру в рідному клубі «Шабаб Мохаммедія».

## Клубна кар'єра
У дорослому футболі дебютував 1964 року виступами за команду клубу «Шабаб Мохаммедія», кольори якої і захищав протягом усієї своєї кар'єри гравця. Він виграв марокканську Лігу у 1980 році, і двічі був кращим бомбардиром ліги в 1969 і 1973 роках. Легендарний марокканської форвард завершив кар'єру в 1982 році, провівши в цілому 17 років в одному клубі.
У 2006 році Фарас був обраний КАФ як один з найкращих 200 африканських футболістів за останні 50 років.

## Виступи за збірну
1965 року дебютував в офіційних матчах у складі національної збірної Марокко, був капітаном протягом восьми років поспіль, починаючи з 1971 року і закінчуючи 1979 роком. На міжнародному рівні Ахмед Фарас був учасником чемпіонату світу 1970 року у Мексиці і літніх Олімпійських іграх 1972 року в Мюнхені, після чого став переможцем Кубка африканських націй 1976 року, а також був тричі учасником цього турніру (у 1970, 1972 та 1978 роках). Фарас забив в цілому 42 голи за національну збірну Марокко.

## Титули і досягнення
«Шабаб Мохаммедія»
- Чемпіон Марокко (1): 1980
- Володар Кубка Марокко (1): 1975
- Володар Магрибського кубка кубків (1): 1973

 Збірна Марокко
- Переможець Кубка африканських націй (1): 1976
- Переможець Панарабських ігор (1): 1976

### Особисті
- Футболіст року в Африці (1): 1975
- Найкращий бомбардир чемпіонату Марокко: 1973 (16 голів)